# Seel
Seel is een plaats in Indonesië. Het is gelegen in de provincie Midden-Java.